# Бахш
Бахш (перс. بخش‎, произн. [baxš]) — район, административно-территориальная единица Ирана, являющаяся составной единицей шахрестана (области). Иногда в англоязычной литературе переводится как графство (county), в других странах подобен тауншипу в США или району (district) в Великобритании. Во главе бахшей стоят бахшдары, которых назначает Министерство внутренних дел Ирана.
Как правило, в каждый бахш входят несколько городов (перс. شهر‎) и дехестанов (муниципалитетов и городских округов). Один из городов бахша всегда назначается его столицей.
В каждом шахрестане (области) существует центральный бахш (перс. بخش مرکزی‎, бахш-е Меркези), в который входит его столица. Например, город Горган, входящий в одноименный шахрестан также включен в центральный бахш этой области, помимо центрального в этом шахрестане также существует и другой бахш — Бахаран.
По официальным данным министерства внутренних дел Ирана на 2012 год в стране насчитывалось 999 бахшей.